# Casona de Alfalfares
La Casona Alfalfares o Casona de la Hacienda Alfalfares  es una vivienda patronal ubicada en la ex-hacienda Alfalfares en la ciudad de La Serena.

## Historia
La historia de los terrenos donde se emplaza se remontan a la época colonial en que sus propietarios eran la orden de los mercedarios. Luego hacia inicios del siglo XIX pasaron a manos de la familia Marín. Es Felix Marín Aguirre (pariente del político Gaspar Marín) y Mercedes Carmona quienes hacia 1870 mandaron a construir la actual casona contratando a Eusebio Chelli para diseñarla. Este arquitecto en la misma época se encontraba construyendo la Basílica Mayor de Andacollo. 
Durante ese periodo Alfalfares era una de las tres haciendas más grandes del Departamento de La Serena. En la segunda década del siglo XX estaba compuesta de unas 377 hectáreas, de las cuales al menos unas 80 de ellas estaban destinadas para el cultivo de alfalfa.
Durante casi un siglo y medio la casona perteneció a la familia Marín. Sus últimos dueños fueron Fernando Marín Amenábar y su esposa Cecilia Errázuriz Arnolds quienes mantenían la vivienda tal como en su mejor época, cuando sirvió de recepción para los políticos y personajes importantes de fines del siglo XIX. En 2013 la casona fue vendida a la minera Andes Iron, impulsores del proyecto Dominga en La Higuera, para restaurarla y transformarla en su centro de operaciones, museo minero y parque. Sin embargo hasta la fecha no se ha iniciado el proceso de restauración ni se conoce el paradero del numeroso mobiliario y obras de arte que existían en su interior.

## Arquitectura
La casona se compone de un volumen de dos pisos con planta en forma de H. La materialidad del primer piso es de gruesos muros de adobe, en el segundo predomina la tabiquería. Hacia el norte la construcción abre sus vistas hacia el valle de Elqui a través de corredores y pasillos vidriados. En el exterior destacan sus jardines con bien cuidados prados y varias Washingtonias robustas que demarcan el acceso. La decoración de las fachadas, específicamente las cornisas y molduras destacadas en colores blancos y negros son propios de la arquitectura italianizante de Celli.